# Erzbistum Mount Hagen
Das Erzbistum Mount Hagen (lat.: Archidioecesis Montis Hagensis) ist eine in Papua-Neuguinea gelegene römisch-katholische Erzdiözese mit Sitz in Mount Hagen.

## Geschichte
Das Erzbistum Mount Hagen wurde am 18. Juni 1959 durch Papst Johannes XXIII. aus Gebietsabtretungen der Apostolischen Vikariate Alexishafen und Wewak als Apostolisches Vikariat Mount Hagen errichtet. Am 15. November 1966 wurde das Apostolische Vikariat Mount Hagen zum Bistum erhoben und dem Erzbistum Madang als Suffraganbistum unterstellt. Das Bistum Mount Hagen gab am 18. März 1982 Teile seines Territoriums zur Gründung des Bistums Wabag ab. Am 18. März 1982 wurde das Bistum Mount Hagen zum Erzbistum erhoben.

## Ordinarien

### Apostolische Vikare von Mount Hagen
- George Elmer Bernarding SVD, 1959–1966

### Bischöfe von Mount Hagen
- George Elmer Bernarding SVD, 1966–1982

### Erzbischöfe von Mount Hagen
- George Elmer Bernarding SVD, 1982–1987
- Michael Meier SVD, 1987–2006
- Douglas Young SVD, 2006–2025
- Clement Papa, seit 2025